# Tatjana Andrejewna Akimowa
Tatjana Andrejewna Akimowa, geborene Semjonowa, (russisch Татьяна Андреевна Акимова (Семёнова); engl. Transkription Tatiana Akimova (Semenova); * 26. Oktober 1990 in Tscheboksary, Tschuwaschische ASSR, Russische SFSR, Sowjetunion) ist eine russische Biathletin.

## Karriere
Tatjana Akimowa trat international erstmals bei den Biathlon-Juniorenweltmeisterschaften 2011 in Ridnaun in Erscheinung und wurde dort 17. des Sprints und Zehnte der Verfolgung. Im weiteren Jahresverlauf folgten die Sommerbiathlon-Weltmeisterschaften 2011 in Nové Město na Moravě. Im Sprintrennen platzierte sie sich mit drei Schießfehlern auf dem 23. Platz, im auf dem Sprint basierenden Verfolgungsrennen wurde sie mit zehn Fehlern erneut 23. und letzte nicht als überrundete Läuferin aus dem Rennen genommene Starterin.
Am 11. Juni 2015 heiratete sie den Biathleten Wjatscheslaw Akimow und nahm seinen Familiennamen an. Zuvor startete sie unter ihrem Mädchennamen Semjonowa.
Ihren ersten Weltcupsieg holte Tatjana Akimowa im Dezember 2016 beim Sprintrennen in Nové Město. Dort kam sie vor Anaïs Chevalier und Susan Dunklee in Ziel.
2017 holte sie mit der Mixed-Staffel bei der Biathlon-WM in Hochfilzen die Bronzemedaille.
In der darauffolgenden Saison nahm sie an den  Olympischen Winterspielen 2018 in Pyeongchang teil, wo sie ihr bestes Resultat mit Platz 15 im Einzel erzielte.
Am 10. August 2019 wurde Akimowa Mutter einer Tochter, woraufhin sie in der Saison 2019/20 pausierte. Schon im vorherigen Jahr hatte sie aufgrund ihrer Schwangerschaft nicht an Wettbewerben teilgenommen.
In der Saison 2020/21 kehrte sie in den Weltcup zurück. Im Dezember bestritt sie mit dem Sprint von Hochfilzen ihr erstes Rennen, in dem sie mit Platz 29 und zwei Schießfehlern direkt wieder in die Punkteränge laufen konnte. In der darauffolgenden Verfolgung wurde sie, ebenfalls mit zwei Fehlern, 33., was einen erneuten Punktegewinn bedeutete. Die Rennen in Hochfilzen waren für sie die ersten seit fast drei Jahren.

## Statistik

### Platzierungen im Biathlon-Weltcup
Die Tabelle zeigt alle Platzierungen (je nach Austragungsjahr einschließlich Olympische Spiele und Weltmeisterschaften).
- 1.–3. Platz: Anzahl der Podiumsplatzierungen
- Top 10: Anzahl der Platzierungen unter den ersten zehn (einschließlich Podium)
- Punkteränge: Anzahl der Platzierungen innerhalb der Punkteränge (einschließlich Podium und Top 10)
- Starts: Anzahl gelaufener Rennen in der jeweiligen Disziplin
- Staffel: inklusive Mixed- und Single-Mixed-Staffeln

| Platzierung              | Einzel | Sprint | Verfolgung | Massenstart | Staffel | Gesamt |
| ------------------------ | ------ | ------ | ---------- | ----------- | ------- | ------ |
| 1. Platz                 |        | 1      |            |             | 1       | 2      |
| 2. Platz                 |        |        |            |             |         |        |
| 3. Platz                 |        |        | 1          |             | 1       | 2      |
| Top 10                   |        | 1      | 2          | 1           | 9       | 13     |
| Punkteränge              | 5      | 20     | 16         | 7           | 13      | 61     |
| Starts                   | 8      | 25     | 21         | 7           | 14      | 75     |
| Stand: 31. Dezember 2021 |        |        |            |             |         |        |

### Olympische Winterspiele
Ergebnisse bei Olympischen Winterspielen:
|                                             | Einzelwettbewerbe | Einzelwettbewerbe | Einzelwettbewerbe | Einzelwettbewerbe | Staffelwettbewerbe | Staffelwettbewerbe |
| Sprint                                      | Verfolgung        | Einzel            | Massenstart       | Damenstaffel      | Mixedstaffel       |                    |
| ------------------------------------------- | ----------------- | ----------------- | ----------------- | ----------------- | ------------------ | ------------------ |
| Olympische Winterspiele 2018 \| Pyeongchang | 20.               | 31.               | 15.               | 30.               |                    | 9.                 |